# پنگوئن جنتو
پنگوئن جنتو (به انگلیسی: Gentoo Penguin) گونه‌ای پنگوئن است که در سال ۱۷۸۱ توسط یوهان رینهولد فورستر در جزایر فالکلند کشف شد. این پنگوئن‌ها ارتباط نزدیکی با پنگوئن‌های آدلی دارند.

## نگارخانه

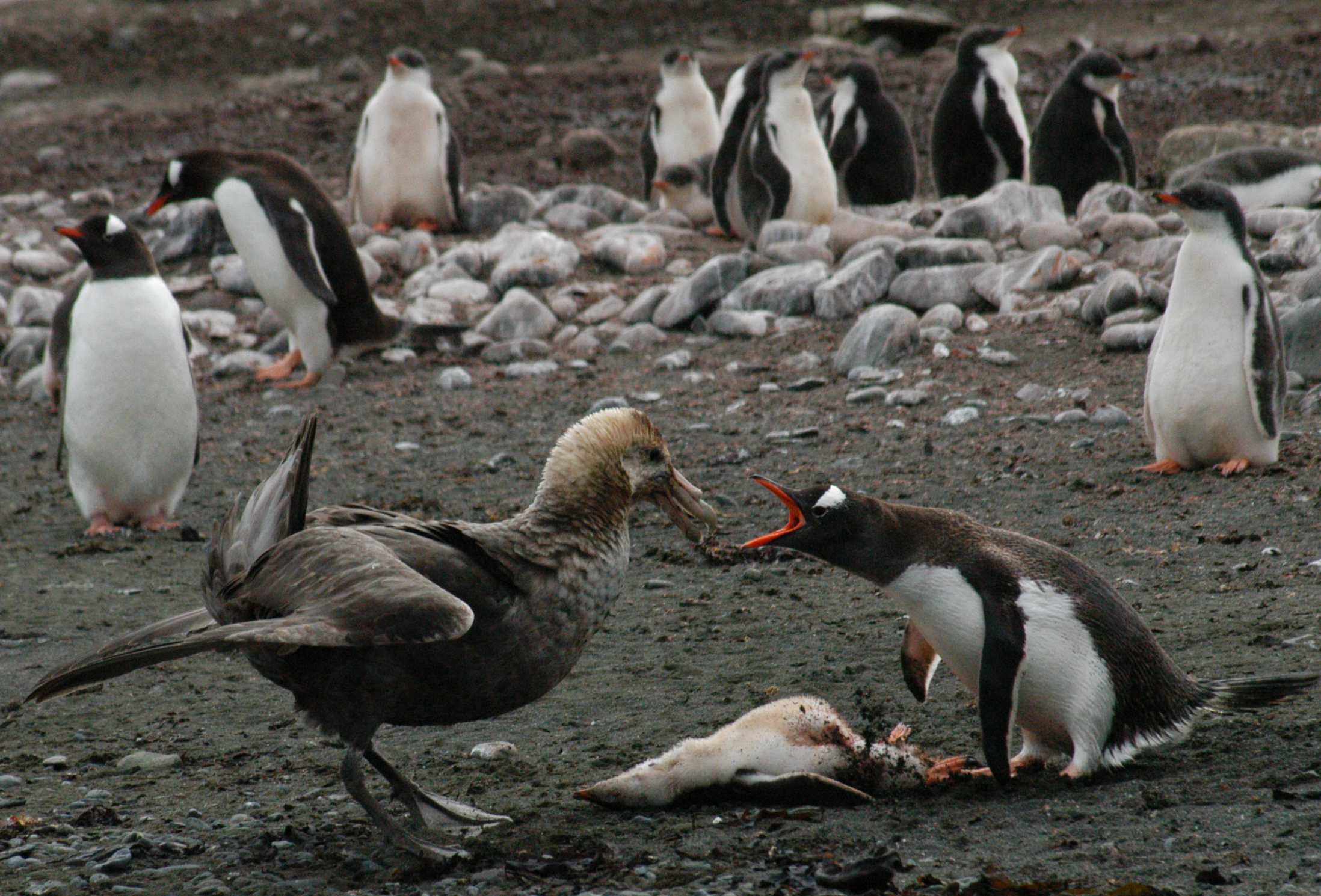
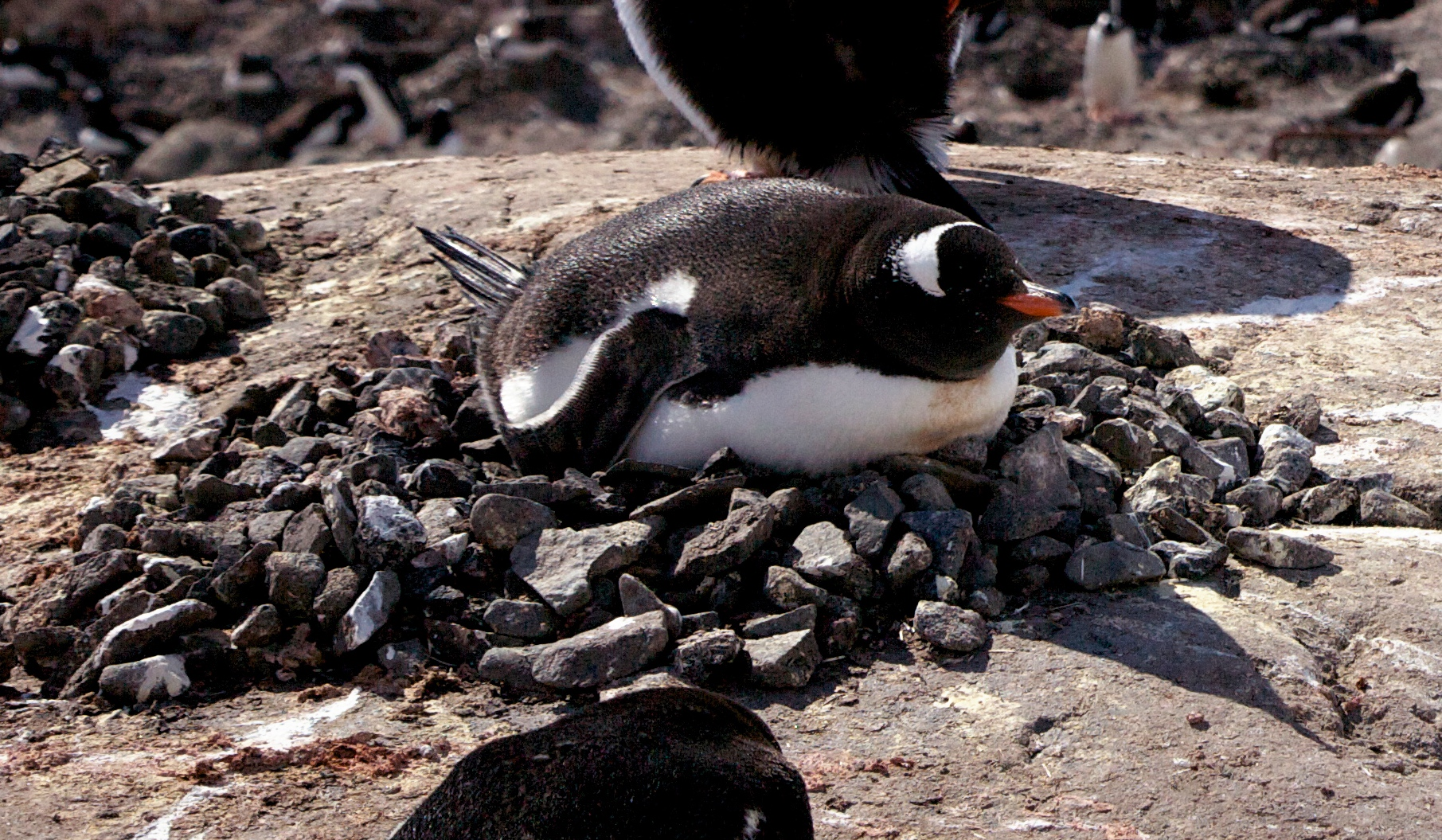
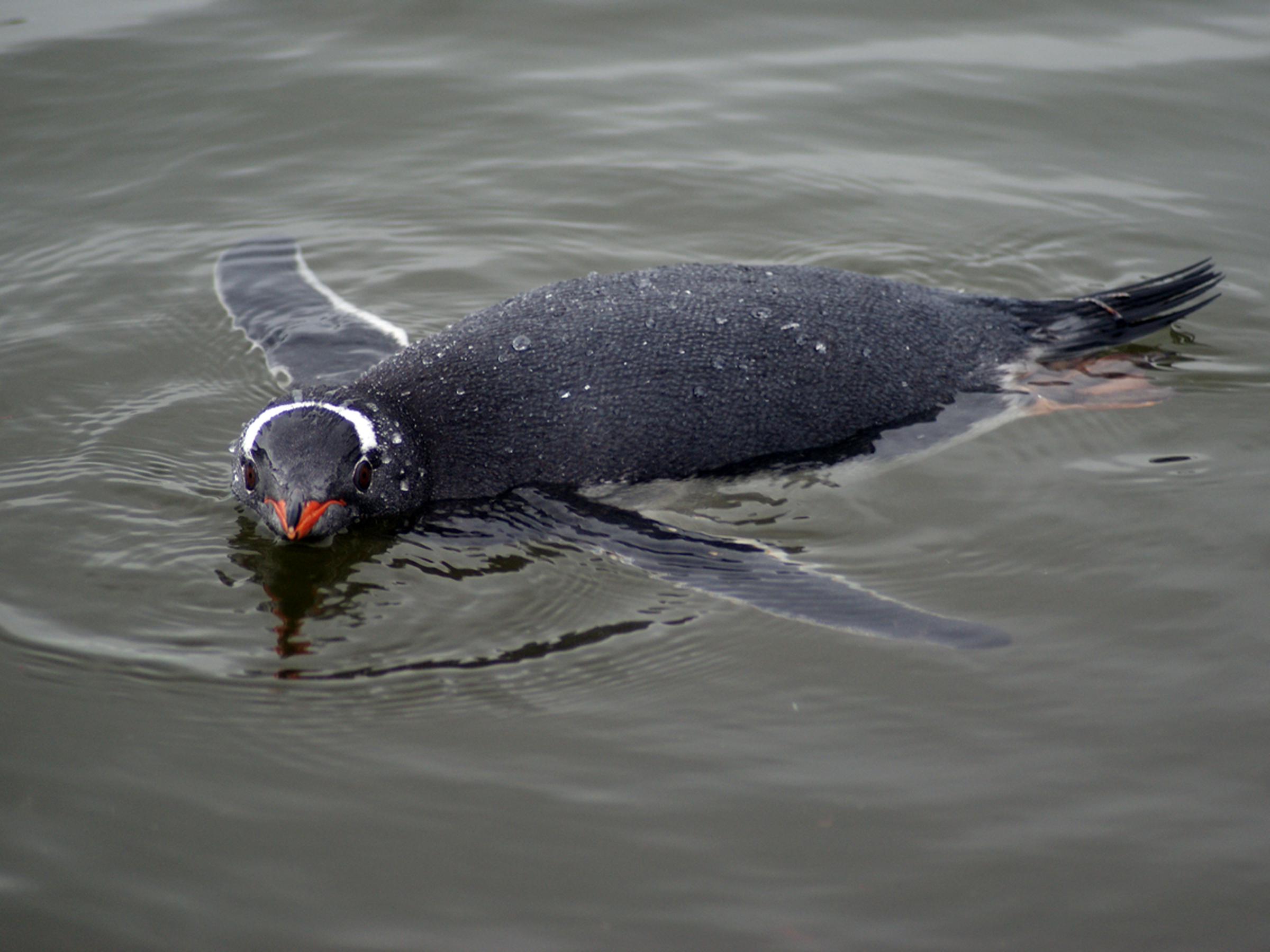
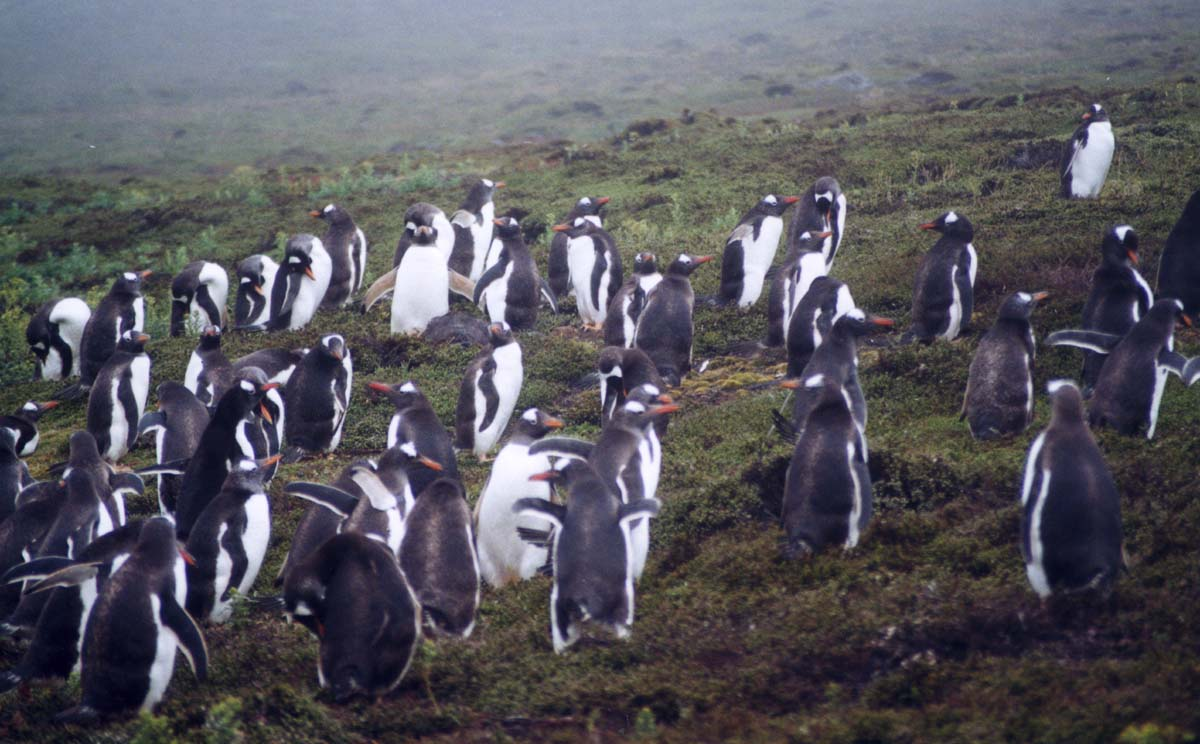
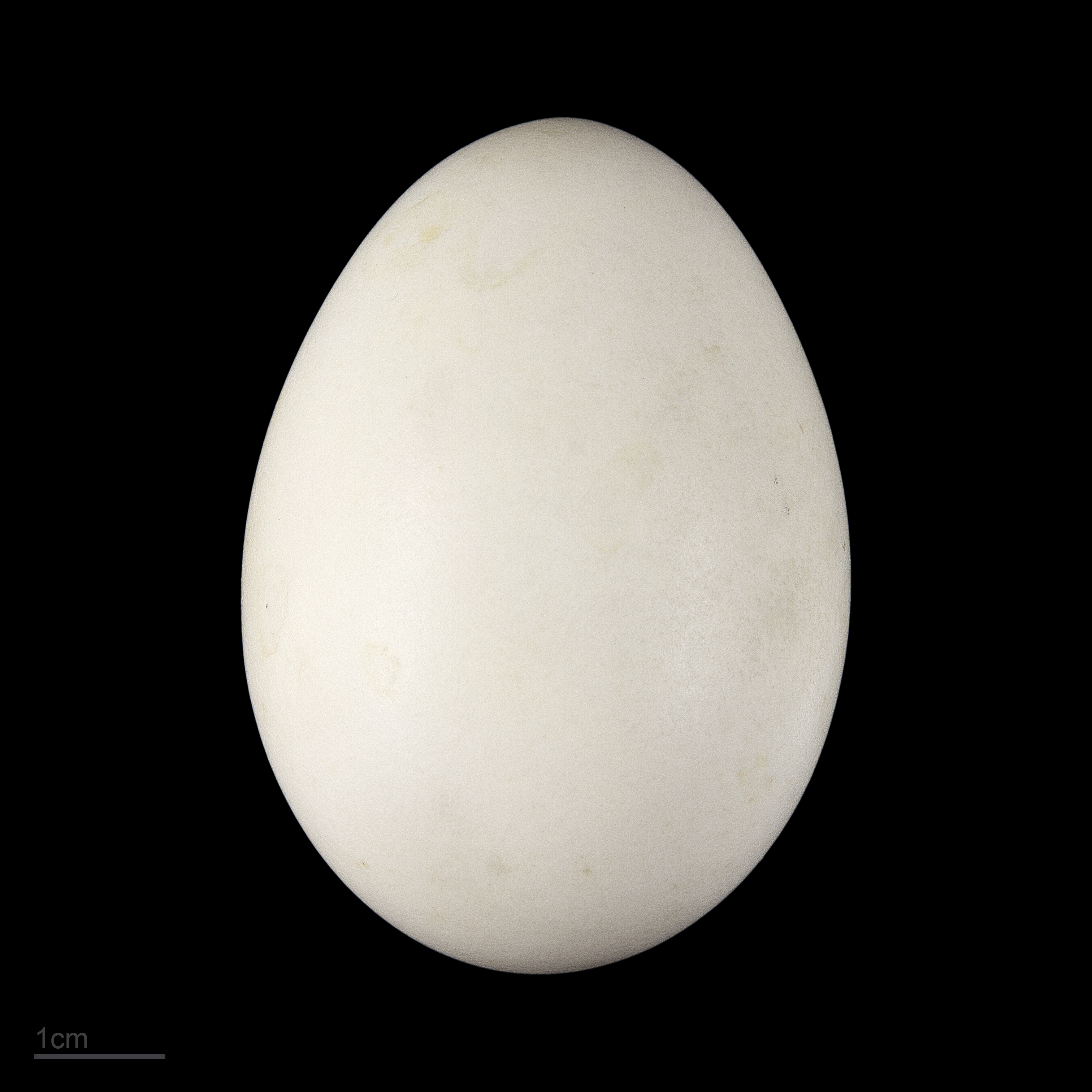
Museum specimen